# 半導体工学
半導体工学（はんどうたいこうがく、英: semiconductor engineering）は、半導体素子の設計・製造、寿命などの性能評価、半導体を利用した計測などを取り扱う工学である。下記のように多様な技術が関係する。

## 設計
- 回路設計
  - CAD、EDA
- プロセス・デバイス構造の設計（シミュレーション）
  - TCAD（プロセスシミュレーション、デバイスシミュレーション）
- 製造用機器の設計

## 製造技術
- チョクラルスキー法
- ゾーンメルト法
- 拡散（熱拡散）・酸化（熱酸化）
- 蒸着
- スパッタリング
- スピンコート
- CVD（化学気相成長法）
- PVD（物理気相成長法）
- MBE（分子線エピタキシー法）
- エピタキシャル成長
- イオン注入
- フォトリソグラフィ（パターニング）
- エッチング
- FIB（focused ion beam）
- CMP（化学機械研磨）
- メタライズ（配線）
  - 多層配線
- 製造時の欠陥検出
  - テストパターン
  - 工程管理
- ダイシング
- パッケージング（組立）

## 半導体の物性・特性の測定手段
半導体の示す様々な物性は、研究開発や製造時の特性評価などにも利用されるほか、多くは半導体の用途にも深く関係する。
- 電気伝導度
- ホール効果
- PN接合やショットキー接合の特性：
  - 電流-電圧特性、空乏層容量、ゼーベック効果・ペルティエ効果、光起電力効果、エレクトロルミネセンス
- 組成や不純物：EDX、EPMA、SIMS、ICP
- 構造：光学顕微鏡、XRD、RBS、ラマン効果、SEM、TEM、AFM、XRF、SPM、SCM
- バンド構造など：光電効果・光電子分光、逆光電子分光、DLTS、フォトルミネセンス

## 製品の性能評価
- 電気的特性
  - DC特性
  - AC特性
- 寿命
- 信頼性